# Colibri d'Abeillé
Abeillia abeillei
Genre
Espèce
Statut de conservation UICN

 LC  : Préoccupation mineure
Statut CITES
Le Colibri d'Abeillé (Abeillia abeillei) est une espèce de colibris appartenant à la famille des Trochilidae.

## Répartition
Cette espèce est présente dans les pays suivants : Salvador, Guatemala, Honduras, Mexique et Nicaragua.

## Sous-espèces
D'après Alan P. Peterson, il existe deux sous-espèces :
- Abeillia abeillei abeillei (Lesson & Delattre, 1839) ;
- Abeillia abeillei aurea W. Miller & Griscom, 1925.

Carte de répartition de l'espèce